# Флаг Польской Республики (1918—1939)
Флаг По́льской Респу́блики (пол. Flaga Polski) — государственный символ Польской Республики с 1918 по 1939 год (фактически — с 1916 года), один из основных государственных символов польской нации. Использовался вплоть до оккупации Польши Нацистской Германией и неформально (в несколько изменённом виде) как флаг правительства в изгнании. Тот же символ впоследствии стал использоваться Польской Народной Республикой.
Использование этого флага началось в 1916 году, когда было образовано Королевство Польское — марионеточное государство, впоследствии признанное Германской империей и Австро-Венгрией. Кроме того, он использовался многими военными организациями времён Первой мировой войны, самая известная из которых — Польская военная организация. После окончания Первой мировой войны и возрождения польского государства он был утверждён в качестве государственного символа. В отличие от современного флага Польши имеет другие палитры цветов. Также он использовался правительством в изгнании во время Второй мировой войны, а затем – Польской Народной Республикой. 31 января 1980 года объявлено, что цвета на флаге являются национальным символом поляков. В это же время он официально отменён, а флагом страны стало полотно с изменённой палитрой цветов. В настоящее время эта палитра используется на современном польском флаге.
Этот символ появился в Средневековье, в период существования Речи Посполитой. Его значение довольно разнообразное. Использование этого флага имеет место в современной польской пропаганде. Кроме стандартного красно-белого флага существовало множество других видов символа.

## История

### Королевство Польское (1916—1918)
Польское Королевство образовалось в 1916 году на территориях, ранее входивших в состав Царства Польского (одна из основных областей Российской империи). Первый флаг с красно-белыми полосами в Польше появился в 1830 году, когда началось польское восстание. Государство являлось, по сути, марионеточным государством Германской империи, а впоследствии было признано Германской империей и Австро-Венгрией. Это было первое польское государство, официальным символом которого являлся современный польский флаг. В качестве герба использовался бывший герб Царства Польского. Польская военная организация, формально входившая в австро-венгерскую армию и возглавляемая Юзефом  Пилсудским, также использовала красно-белый флаг как один из отличительных знаков организации, но после образования государства он сразу не был утверждён.

### Польская Республика  (1918—1939)

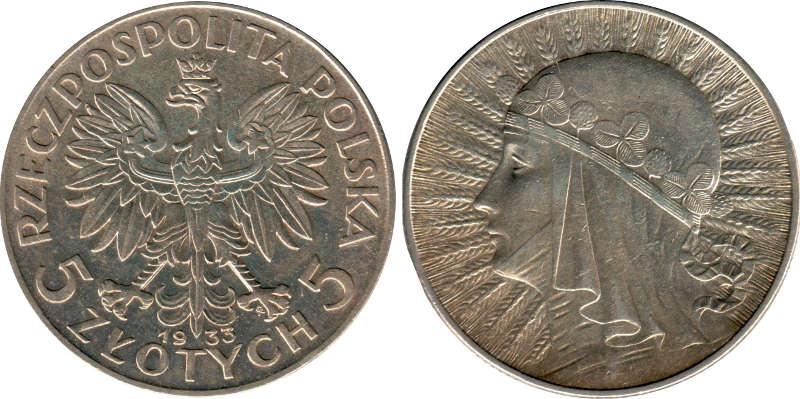
Пять злотых 1933 года с портретом Ядвиги. Герб на монете также изображался на флаге

11 ноября 1918 года польские войска разоружили немецкий гарнизон в Варшаве. После этого революционер Юзеф Пилсудский вернулся из немецкого плена, а затем принял военную власть из рук Регентского совета Королевства Польского. Эта дата считается возрождением Польского государства (Польская Республика). Единого польского флага тогда не существовало. После возрождения польского государства 1 августа 1919 года сейм утвердил бело-красный флаг официальным символом государства. Раннее, 1 января 1919 года, официально введён вариант с гербом на белой полосе для польских дипломатических представительств, консульств и торговых судов. В 1928—1938 годах — только морской флаг. 
Использование этого флага в качестве пропаганды началось в это же время. Он упоминался в различных категориях, использовался на различных мероприятиях. При этом он часто имел другие пропорции цвета, касаемо красного, его оттенок очень часто варьировался. Можно считать, что именно во Второй Речи Посполитой красно-белый флаг Польши стал использоваться независимым государством. После польской кампании вермахта символ постепенно стал заменяться на флаг нацистской Германии. Когда было образовано генерал-губернаторство под окончательным контролем Германии, нацистский флаг получил в этом регионе статус официального. Польский биколор был запрещён к использованию. И тогда его стали использовать неформально, в частности, польские солдаты, участвовавшие во Второй мировой войне на стороне антигитлеровской коалиции.
В дальнейшем создано правительство в изгнании, которое участвовало в боевых действиях на стороне союзников. Формальным главой правительства являлся президент Польши. В качестве официального флага они утвердили флаг бывшей Польской Республики. Также впоследствии этот символ стал использоваться различными польскими корпусами и военными частями. После окончания Второй мировой войны этот символ стал официальным флагом новообразованной Польской Народной Республики.

### Правительство в изгнании и Польская Народная Республика
Поскольку польского государства не существовало, было создано правительство в изгнании. И для  того, чтобы подчеркнуть историческую связь с довоенным государством, правительство официально стало использовать этот флаг. Также правительство в изгнании сохранило рад других вещей, которые существовали в Польском государстве. Использование и распространение старого флага среди поляков было очень популярным, поскольку считалось проявлением патриотизма.
В 1944 году образовалась Польская Народная Республика, и в качестве официального флага государство утвердило именно этот символ. Он использовался правительством вплоть до самого прекращения существования Польской Народной Республики в 1990 году. В период с 1944 по 31 января 1980 года использовался флаг довоенной Польши, однако позже палитра цветов стала другой. Тогда же вышел закон о том, что символом является не сам флаг, а красный и белый цвета, изображённые на нём. Эти цвета существовали на флаге со времён Речи Посполитой. Использование в дальнейшем этого флага как государственного символа было прекращено. Стандартной пропорцией знамени стала 5:8.

### «Третья Речь Посполитая» (с 1990)
С распадом коммунистического правительства флаг стал использоваться в пропаганде как память об исторической преемственности государства. Концепция «Третьей Речи Посполитой» является одной из самых популярных причин возвращения государственного символа старого образца. Также используются множество других флагов в различных сферах деятельности, за основу которых был взят флаг довоенной Польши.